# Taepodong-1

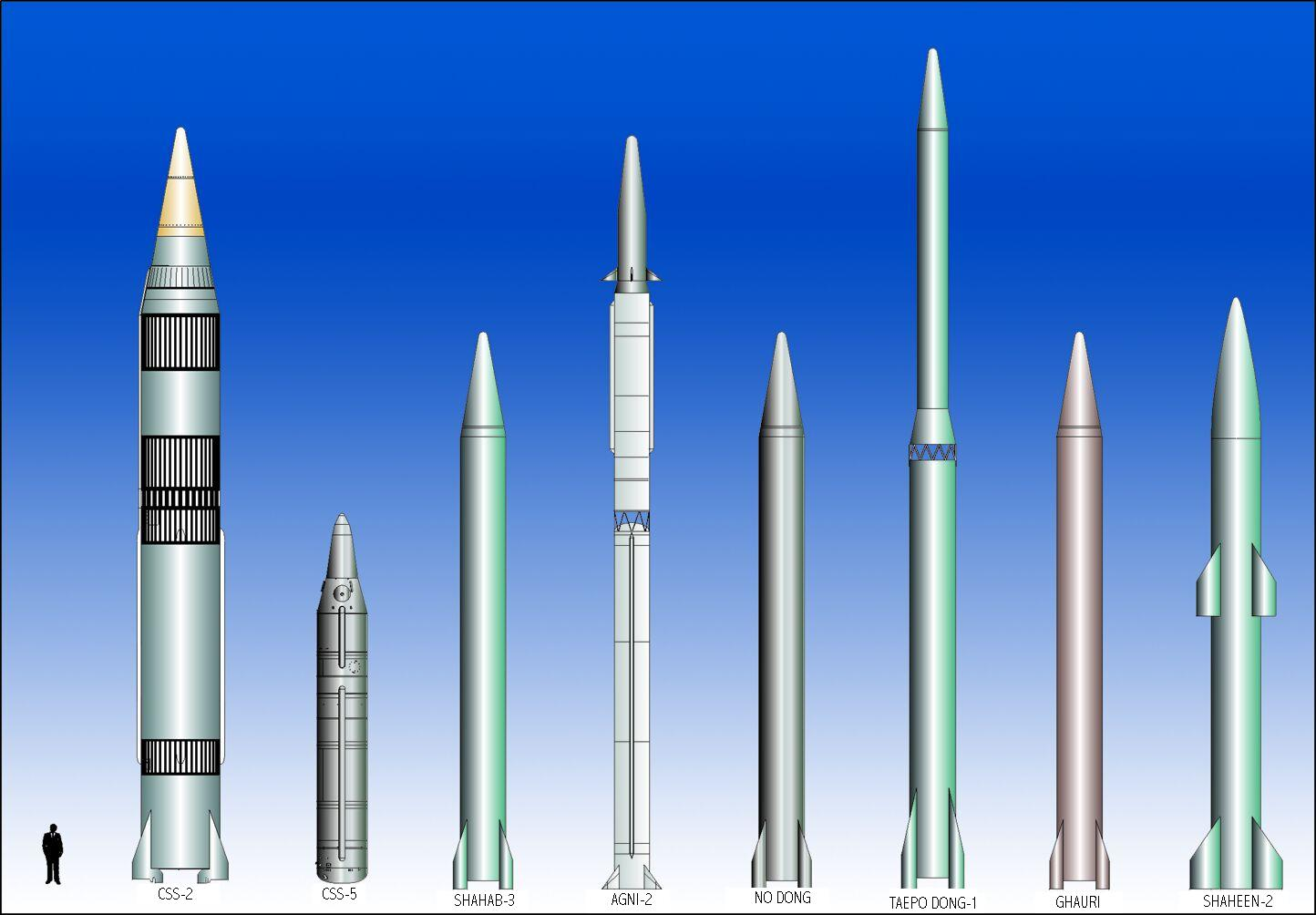
Comparação do Taepodong-1 com outros MRBM's (o 3.º da direita para a esquerda)

O Taepodong-1 é um míssil balístico de três estágios desenvolvido pela Coreia do Norte, com tecnologia derivada do míssil SS-1, mais conhecido como R-11 Scud, com alcance estimado entre  2000 a 2880 km, e potencial para carregar uma ogiva com massa estimada entre 650 e 1000 quilogramas. O veículo  consiste  no primeiro estágio de um Nodong-1 modificado para um maior tempo de voo, tendo no segundo estágio um provável Scud C (Hwasong-6) também modificado para o mesmo fim, e no terceiro estágio um  pequeno foguete de combustível sólido. Este míssil provavelmente não está sendo utilizado na Coreia do Norte como um míssil de superfície-a-superfície, mas serviu como uma plataforma de teste para o desenvolvimento da tecnologia de mísseis de múltiplo estágio e combustíveis múltiplos, que são tecnologias fundamentais para o desenvolvimento do míssil balístico intercontinental (ICBM).

## Descrição
Este míssil tem um diâmetro aproximado de 1,80 m no primeiro estágio e 0,88 m no segundo e terceiro estágios, com uma comprimento aproximado de 25 m e uma massa total de 33.406 kg. Por causa do alcance de mais 2000 km este míssil pode atingir todo o Japão, carregando uma ogiva com 650 a 1000 kg de explosivos ou armas químicas, biológicas ou possivelmente, nucleares, contudo com uma baixa precisão.
- Empuxo: 525,25 kN
- Massa total: 33.406 kg
- Diâmetro: 1,80 m
- Altura: 25,80 m
- Alcance com 1.500 kg de carga: 2.000 km
- Alcance com 1.000 kg de carga: 2.500 km
- Alcance com 50 kg de carga e terceiro estágio: 6.000 km[1]

O primeiro estágio é composto por um míssil Nodong-1, e o segundo estágio por um míssil Hwasong-6.

## História
Em 31 de agosto de 1998, o primeiro e único teste de voo do Taepodong-1 foi conduzido na base de lançamento de Musudan-ri. O míssil foi lançado com um satélite pequeno, o Kwangmyŏngsŏng-1, na órbita da baixa da atmosfera. O terceiro estágio, que usou o combustível sólido, falhou, não colocando o satélite em órbita, porém o primeiro e segundo estágios separaram-se com sucesso e funcionaram corretamente.